# Omloop Nieuwsblad 2025
La 80.ª edición de la clásica ciclista Omloop Nieuwsblad fue una carrera en Bélgica que se celebró el 1 de marzo de 2025. La carrera dio comienzo a la temporada de clásicas de pavé sobre un recorrido de 197 kilómetros con inicio en la ciudad de Gante y final en el municipio de Ninove.
La carrera formó parte del UCI WorldTour 2025, calendario ciclístico de máximo nivel mundial, siendo la cuarta carrera de dicho circuito. El vencedor fue el noruego Søren Wærenskjold del Uno-X Mobility, quien estuvo acompañado en el podio por el francés Paul Magnier del Soudal Quick-Step y el belga Jasper Philipsen del Alpecin-Deceuninck, segundo y tercer clasificado respectivamente.

## Equipos participantes
Tomaron parte en la carrera 25 equipos: 18 de categoría UCI WorldTeam y 7 de categoría UCI ProTeam. Formaron así un pelotón de 175 ciclistas de los que acabaron 155. Los equipos participantes fueron:
| WorldTeams (18)- Alpecin-Deceuninck - Arkéa-B&B Hotels - Astana Qazaqstan Team - Bahrain Victorious - Bora-Hansgrohe - Cofidis - Decathlon-AG2R La Mondiale - EF Education-EasyPost - Groupama-FDJ - Ineos Grenadiers - Intermarché-Wanty - Lidl-Trek - Movistar Team - Soudal Quick-Step - Team dsm-firmenich PostNL - Team Jayco AlUla - Team Visma \| Lease a Bike - UAE Team Emirates ProTeams (7)- Bingoal WB - Israel-Premier Tech - Lotto Dstny - Q36.5 Pro Cycling Team - Team Flanders-Baloise - Uno-X Mobility - Tudor Pro Cycling Team |
| |

## Clasificación final
- La clasificación finalizó de la siguiente forma:[3]

### Clasificación general
| \| Clasificación general \| Clasificación general \| Clasificación general \| Clasificación general \| Clasificación general \| \| Ciclista \| Ciclista \| Equipo \| Tiempo \| \| \| --------------------- \| --------------------- \| ---------------------- \| --------------------- \| --------------------- \| \| 1.º \| Søren Wærenskjold \| Uno-X Mobility \| 4 h 37 min 53 s \| \| \| 2.º \| Paul Magnier \| Soudal Quick-Step \| + 0 s \| \| \| 3.º \| Jasper Philipsen \| Alpecin-Deceuninck \| + 0 s \| \| \| 4.º \| Brent Van Moer \| Lotto \| + 0 s \| \| \| 5.º \| Samuel Watson \| Ineos Grenadiers \| + 0 s \| \| \| 6.º \| Lukáš Kubiš \| Unibet Tietema Rockets \| + 0 s \| \| \| 7.º \| Piet Allegaert \| Cofidis \| + 0 s \| \| \| 8.º \| Vincenzo Albanese \| EF Education-EasyPost \| + 0 s \| \| \| 9.º \| Marijn van den Berg \| EF Education-EasyPost \| + 0 s \| \| \| 10.º \| Lewis Askey \| Groupama-FDJ \| + 0 s \| \| |                     |                        |                 |
| |                     |                        |                 |
| Fuente: ProCyclingStats |                     |                        |                 |
| Clasificación general |                     |                        |                 |
| Ciclista | Ciclista            | Equipo                 | Tiempo          |
| 1.º | Søren Wærenskjold   | Uno-X Mobility         | 4 h 37 min 53 s |
| 2.º | Paul Magnier        | Soudal Quick-Step      | + 0 s           |
| 3.º | Jasper Philipsen    | Alpecin-Deceuninck     | + 0 s           |
| 4.º | Brent Van Moer      | Lotto                  | + 0 s           |
| 5.º | Samuel Watson       | Ineos Grenadiers       | + 0 s           |
| 6.º | Lukáš Kubiš         | Unibet Tietema Rockets | + 0 s           |
| 7.º | Piet Allegaert      | Cofidis                | + 0 s           |
| 8.º | Vincenzo Albanese   | EF Education-EasyPost  | + 0 s           |
| 9.º | Marijn van den Berg | EF Education-EasyPost  | + 0 s           |
| 10.º | Lewis Askey         | Groupama-FDJ           | + 0 s           |

## Ciclistas participantes y posiciones finales
Convenciones:
- AB: Abandono
- FLT: Retiro por llegada fuera del límite de tiempo
- NTS: No tomó la salida
- DES: Descalificado o expulsado

## UCI World Ranking
El Omloop Het Nieuwsblad otorgó puntos para el UCI World Ranking para corredores de los equipos en las categorías UCI WorldTeam, UCI ProTeam y Continental. Las siguientes tablas son el baremo de puntuación y los diez corredores que obtuvieron más puntos:
| Posición   | 1.º | 2.º | 3.º | 4.º | 5.º | 6.º | 7.º | 8.º | 9.º | 10.º | 11.º | 12.º | 13.º | 14.º | 15.º-20.º | 21.º-30.º | 31.º-50.º | 51.º-55.º | 56.º-60.º |
| Puntuación | 300 | 250 | 215 | 175 | 120 | 115 | 95  | 75  | 60  | 50   | 40   | 35   | 30   | 25   | 20        | 12        | 5         | 2         | 1         |

| Clasificación |                     |                        |        |
| Ciclista      | Ciclista            | Equipo                 | Puntos |
| ------------- | ------------------- | ---------------------- | ------ |
| 1.º           | Søren Wærenskjold   | Uno-X Mobility         | 300    |
| 2.º           | Paul Magnier        | Soudal Quick-Step      | 250    |
| 3.º           | Jasper Philipsen    | Alpecin-Deceuninck     | 215    |
| 4.º           | Brent Van Moer      | Lotto                  | 175    |
| 5.º           | Samuel Watson       | INEOS Grenadiers       | 120    |
| 6.º           | Lukáš Kubiš         | Unibet Tietema Rockets | 115    |
| 7.º           | Piet Allegaert      | Cofidis                | 95     |
| 8.º           | Vincenzo Albanese   | EF Education-EasyPost  | 75     |
| 9.º           | Marijn van den Berg | EF Education-EasyPost  | 60     |
| 10.º          | Lewis Askey         | Groupama-FDJ           | 50     |